# トヨタ・チェイサー
チェイサー（英: CHASER）は、トヨタ自動車が1977年から2001年まで生産していた中型高級乗用車で、マークII／クレスタの兄弟車である。
(チェイサー含め、三兄弟)

## 概要
ボディやエンジンは上記の2車と基本的に共通している。ラグジュアリーグレード名はX60系から「アバンテ（Avante）」で、スポーツグレードはX70系～X80系までは「GT」、90系からは「ツアラー（TOURER）」である。チェイサーを取り扱っていたトヨタオート店（後にネッツ店に改称）はセダン車種のラインナップが手薄であったため、他の兄弟車と異なり4気筒エンジン搭載の廉価グレードも充実していた。

## 初代 X30/40系（1977年 - 1980年）
- 1977年6月デビュー。マークIIのトヨタオート店専売姉妹車として[2]、なおかつ同クラスの人気車種だった日産・スカイラインの対抗馬として開発されたため[3]、マークIIよりも若いユーザーを狙ったものであった。歴代唯一の2ドアハードトップも存在した[2]。当時のテレビCMには草刈正雄が出演。マークIIとは異なり、1,800ccと2,000ccガソリンエンジンの4ドアセダンと2ドアハードトップのみであった[4][2]。
- 1978年8月マイナーチェンジ。エクステリアの意匠変更のほか、ラジオアンテナはリヤウインド貼付式（デフォッガー兼用）に変更。オプションで衝撃吸収バンパーを設定した。
- 1978年9月一部改良。2,000cc4気筒エンジン車が18R-U型から、21R-U型に換装された。
- 1979年3月一部改良。2,000cc6気筒のキャブレター仕様が改良され、全グレードで昭和53年排出ガス規制に適合した。
- 販売終了前月までの新車登録台数の累計は10万5,957台[5]

## 2代目 X60系（1980年 - 1984年）
- 1980年10月登場。ビスタ店向けに開発されたクレスタも加わりマークII3兄弟と呼ばれるようになった。2ドアハードトップは消滅し、4ドアセダンと4ドアハードトップのみとなる。兄弟車であるマークⅡ、クレスタの型式は前期50系後期60系であるが、チェイサーは前期後期共に60系である。この代から最高級グレードとして、ハーダーサスペンション・ミシュランタイヤなどが奢られた「アバンテ（Avante）」[6]を設定するなど、先代からスポーティー路線を昇華させた[7]。
- 1981年10月、2,000cc車にターボを追加、一部車種のウィンドーをブロンズガラスに変更された。CM出演者は先代に引き続き前期のみ草刈正雄が出演。
- 1982年8月、マイナーチェンジ。フロントワイパーがフルコンシールド化（下級グレードはセミコンシールド）。これに伴いマークII／クレスタと共にツインカム24車が設定された(当初は5速MTのみの設定)。CM出演者が夏木陽介に変更された。
- 1983年2月、「2000アバンテ ツインカム24」に4速ECT（電子制御オートマチック）が追加。
- 販売終了前月までの新車登録台数の累計は11万9,015台[8]
- アニメ『超攻速ガルビオン』のオープニングテーマであった「ロンリー・チェイサー」（歌：田中利由子）がCMソングに起用されたことがある[9]。

## 3代目 X70系（1984年 - 1988年）
- 1984年8月登場。「アバンテ」はこの代からラグジュアリー系グレードとなり、同時に4ドアハードトップのみの展開となる。CM出演者はジャン＝マイケル・ヴィンセント。エクステリアは姉妹車のマークII／クレスタに比べ全長が短く、若干スポーティーなものだったが、マークIIやクレスタと同様の内装の豪華さも特徴であった（ツインカム24のシートは3車共通）。
- 1985年10月、マークII／クレスタと共に1G-GTEU搭載車「GTツインターボ」が登場。ディスクブレーキ径は大型化され、バケットシートが装備された。電子制御サスのTEMSは搭載していない。チェイサーの前期型だけに「GTツインターボS」というパワーウィンドウなどの装備を簡略化した5速MTのみの廉価グレードが設定されていた。同時に、従来部分強化ガラスであったアバンテ以下のグレードのフロントガラスが合わせガラスに変更される。
- 1986年8月 マイナーチェンジ。1G-GEUエンジンの改良、LPGエンジン（教習車のみ）は3Y-PUに変更、バンパーの大型化、フロントグリルの変更等、装備の充実が図られた。前期型で好評だったリアコンビネーションランプは小変更にとどめる。
- 1987年1月 特別仕様車「ロードリー」発売。
- 1987年5月 特別仕様車「アバンテ ロードリー」発売。
- 1987年8月 特別仕様車「XGエクストラ」発売。
- 1987年9月 2L,2L-Tエンジン搭載車昭和61年排出ガス規制適合。
- 1987年、トヨタオート多摩（現:ネッツトヨタ多摩）がチェイサーをオープンカーに改造した「チェイサーコンバーチブルTAMA」を発売したが、価格は450万円（アバンテHTツインカム24がベース）とかなり高価だった（同時にAE86トレノにもコンバーチブルを設定）。
- 1988年1月 特別仕様車「アバンテ スーパーロードリー」、「アバンテ ロードリー」発売。
- 1988年4月 特別仕様車「オートエアコン付XGエクストラ」発売。
- 販売終了前月までの新車登録台数の累計は19万141台[10]

## 4代目 X80系（1988年 - 1992年）
- 1988年8月登場。バブル全盛期という時代背景を追い風に先代GX71以上にスキのないきめ細かな使い勝手と質感を徹底追及し高級感を高めた設計で姉妹車のマークII/クレスタと共に大ヒットしたモデル。電動スライドアウトヒーターコントロールパネル・サテライトオーディオスイッチ（81専用設計オーディオのみ対応）・ドアミラー脇ワイパー・超音波雨滴除去ドアミラー・リアシート座面部のレバーでリアヘッドレストが自動可倒する機能など至れり尽くせりな気配り装備を満載していた。この代よりガソリンエンジンが全てDOHC化。マークIIとの違いに斜め格子のフロントグリルや横一文字のリアコンビネーションランプを採用するスタイリッシュな4ドアハードトップとして登場した。先代までスポーティーさを売りにしていたチェイサーだったが、この代から一転して上品さをアピールするようになる。その一方で動力性能はそこそこで価格を抑えながらも、高級感は失いたくないユーザー向けに、1.8L 4S-FEエンジンを搭載したチェイサー専用の上級グレード「ラフィーネ」を設定。このラフィーネ設定の背景にはトヨタオート店のセダンラインナップ（チェイサーの下はスプリンター）の少なさをカバーする狙いもある[1]。グレードは下からXL／XG／ラフィーネ（4気筒エンジン）、SXL／アバンテ／アバンテG・スーパーチャージャー／GTツインターボ（6気筒エンジン）。教習車仕様も引き続き設定され、4気筒エンジン（1.8Lガソリン・2.0L LPG・2.4Lディーゼル）がそれぞれ搭載され、同時に教習車仕様はこの代が最後になった。三姉妹車種の教習車仕様は一旦マークIIに収斂の後このX80系をベースにしたXS10系のコンフォートに移行した。
- 1989年8月には3.0L（7M-GE）車「3.0アバンテG」が追加される。従来からの4輪ESC（ABS）の他にTRCも標準で装着された（2.0アバンテG・スーパーチャージャーにもTRC・4-ESCの設定がある）。
  - 10月 - 特別仕様車「アバンテ・ロードリー」発売。2.0L/2.0L DOHCエンジン搭載の「アバンテ」/「アバンテ ツインカム24」をベースに特別仕様車として設定。ボディカラーに、スーパーホワイトを採用し、エレクトロニック・ディスプレイメーター、15インチアルミホイール、6スピーカー+カセット一体AM/FMマルチ電子チューナーなどが特別装備されている。
- 1990年4月 特別仕様車「アバンテロードリーパールマイカバージョン」発売。

「アバンテ・ロードリー」は、2.0L/2.0L DOHCエンジン搭載の「アバンテ」/「アバンテ ツインカム24」をベースに特別仕様車として設定。ボディカラーに、スーパーホワイトを採用し、エレクトロニック・ディスプレイメーター、15インチアルミホイール、6スピーカー+カセット一体AM/FMマルチ電子チューナーなどが特別装備されている。
- 1990年8月 マイナーチェンジでワイドボディ車を追加。外観のリフレッシュによりヘッドライトに二重レンズを採用し、Cピラーのエンブレムを追加。マークII／クレスタ同様に2.5L（1JZ-GE/1JZ-GTE）車が追加される（2.0Lのスーパーチャージャー車とツインターボ車は廃止され、2.0Lはツインカム24エンジンとハイメカツインカムエンジンに絞る）。
- 1991年5月 特別仕様車「アバンテ・ロードリー（AVANTE LORDLY）」発売。アバンテをベースにした2.0L、2.5Lの特別仕様車。15インチアルミホイール、カラードフロントスポイラー（2L）、ワイヤレスドアロックコントロール(2.5L)などが特別装備されている。
  - 12月 - 特別仕様車「ラフィーネサルーン」発売。ラフィーネグレードの1.8Lガソリン、2.4Lディーゼルターボをベースにする特別仕様車。ボディカラーに、スーパーホワイトを採用し、ドアロックリモートコントロール、車速感知付きドアロック、アルミホイールなどが特別装備されている。
- 1992年5月 特別仕様車「アバンテ・ロードリー（AVANTE LORDLY）」、「アバンテ Lパッケージ」発売。ロードリーは、15インチアルミホイール、カラードフロントスポイラー、本革巻きステアリングなどを、Lパッケージは、テレスコピック機能付きステアリングなどを特別装備する。
- 1992年9月[12] 生産終了。在庫対応分のみの販売となる。
- 1992年10月 5代目にバトンタッチして販売終了。

## 5代目 X90系（1992年 - 1996年）
- 1992年10月登場。全車3ナンバーとなる。CM出演者は小説家の村上龍（前期型のみ）。エンジンはガソリン車が3.0L 2JZ-GE、2.5L 1JZ-GTEと1JZ-GE、2.0L 1G-FE、1.8L 4S-FE、ディーゼル車が2.4L 2L-TEである。スポーツモデルがGTから「ツアラー」に改称、SXLとXGは廃止された。給油口はこの代から車両左側に変更された。
- 1993年4月 - 特別仕様車
- 1993年10月 2.5L 1JZ-GE車に4WDが追加される。 同時に一部改良も実施され、ボディカラーにダークターコイズマイカが追加された他、エレクトロマルチビジョンが2.5アバンテでもオプション装着可能になり、 2.5アバンテ、ツアラーV、ツアラーSの木目調パネルがアバンテGと同じツヤありタイプに変更された。
- 1994年4月 - 特別仕様車
- 1994年9月 マイナーチェンジ。フロントグリル、フロントバンパー下部とバンパーウィンカーの形状、リアコンビネーションランプのデザインが変更される。CMソングにはドゥービー・ブラザーズのシングルロング・トレイン・ランニンを起用。
- 1994年12月 - 特別仕様車
- 1995年4月 - 特別仕様車
- 1995年9月 - 一部改良で運転席エアバッグを全車標準装備。 ダークターコイズマイカのボディカラーを廃止。 エレクトロマルチビジョンがマルチAVステーションに変更。
- 1995年12月 - 最終特別仕様車
- 1996年8月[14] 生産終了。在庫対応分のみの販売となる。
- 1996年9月 6代目と入れ替わって販売終了。
- 他の姉妹車と同じく、人気の高い1JZエンジンを搭載し居住性がよく質感も高く、それでいて量販車種ゆえ価格が下がってきていることから2000年頃から既にチューニングカーのベースとして人気が高い。[15]

## 6代目 X100系（1996年 - 2001年）

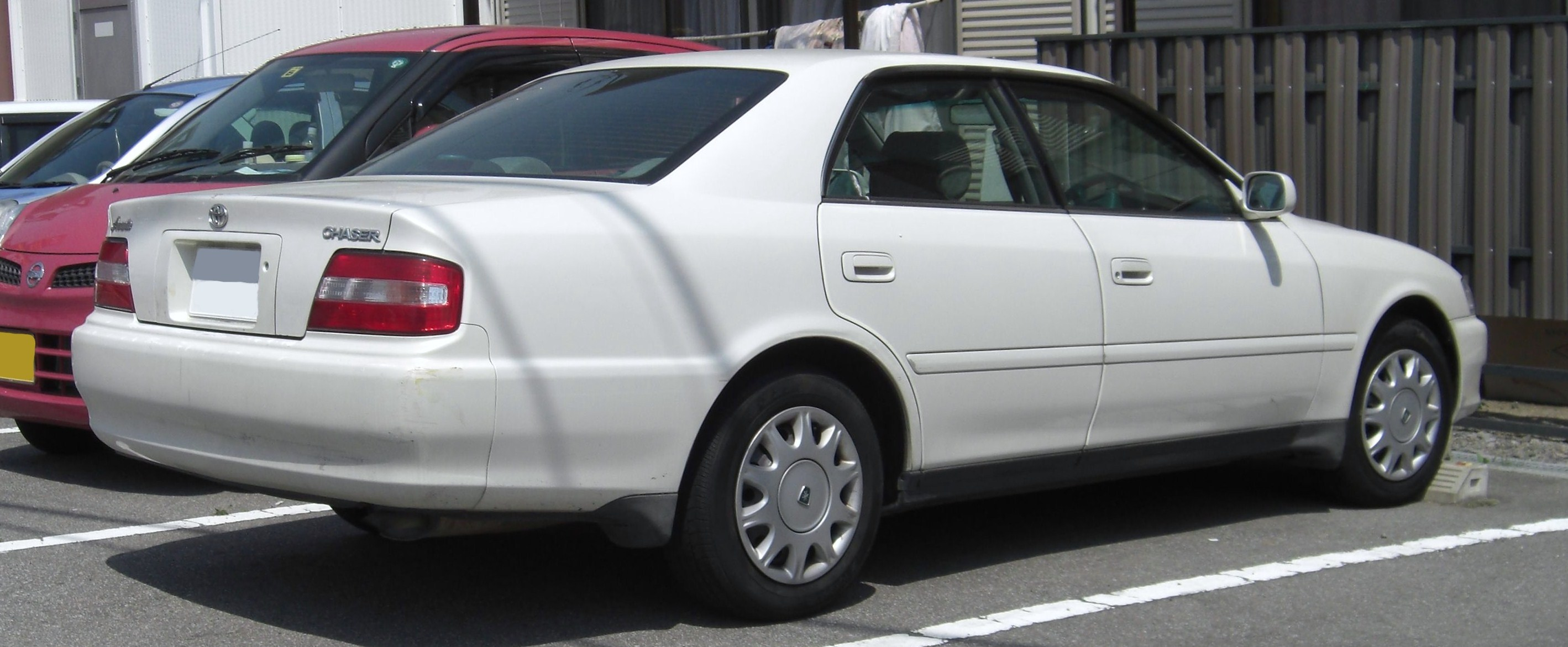
1996年9月登場。この型のマークII/チェイサー/クレスタにはそれぞれに独自のキャラクターが与えられ、その中でチェイサーはイメージキャラクターにホオジロザメが使われ、キャッチコピーは「強い高級車に乗ろう」と最もスポーティーな位置づけであり、オーバーハングが前後短縮され、丸型4灯ヘッドランプの鋭い顔つきとなっている。リアテールランプは初代X30/40系のリアを思わせる三層構造となった。次期モデルは開発されず、JZX110系マークIIが発売されてからもしばらくは100系のまま販売されていた。製造はトヨタ自動車九州。この代から衝突安全ボディGOAを採用。また、ディスチャージヘッドランプがトヨタではこの100系（ツアラーV・ツアラーS）から初採用されている。100系チェイサーは3兄弟中、スポーツグレードの「ツアラー」が最も売れたモデルで、1JZ-GTE型ターボエンジンを搭載した「ツアラーV」の5速マニュアルトランスミッション車は売上全体の3割近くを占めることもあった。100系ではチェイサーのみ1,800cc直列4気筒ハイメカツインカムである4S-FE型エンジンがラインアップされていた。一方、特別仕様車としてエクステリアを中心にTRD（トヨタテクノクラフト・トヨタの特装部門）のエアロパーツなどを装着した「TRDスポーツ」モデルも存在する。なおラグジュアリーグレードの「アバンテ」も従来通り設定された。リアシートの居住性はマークIIよりも10mm低いヒップポイントを採用したことでマークIIよりも良好である[16]。フロントエアコンディショナーにはクラウンに搭載されていたオートスウィング機構が上位グレードに採用された。
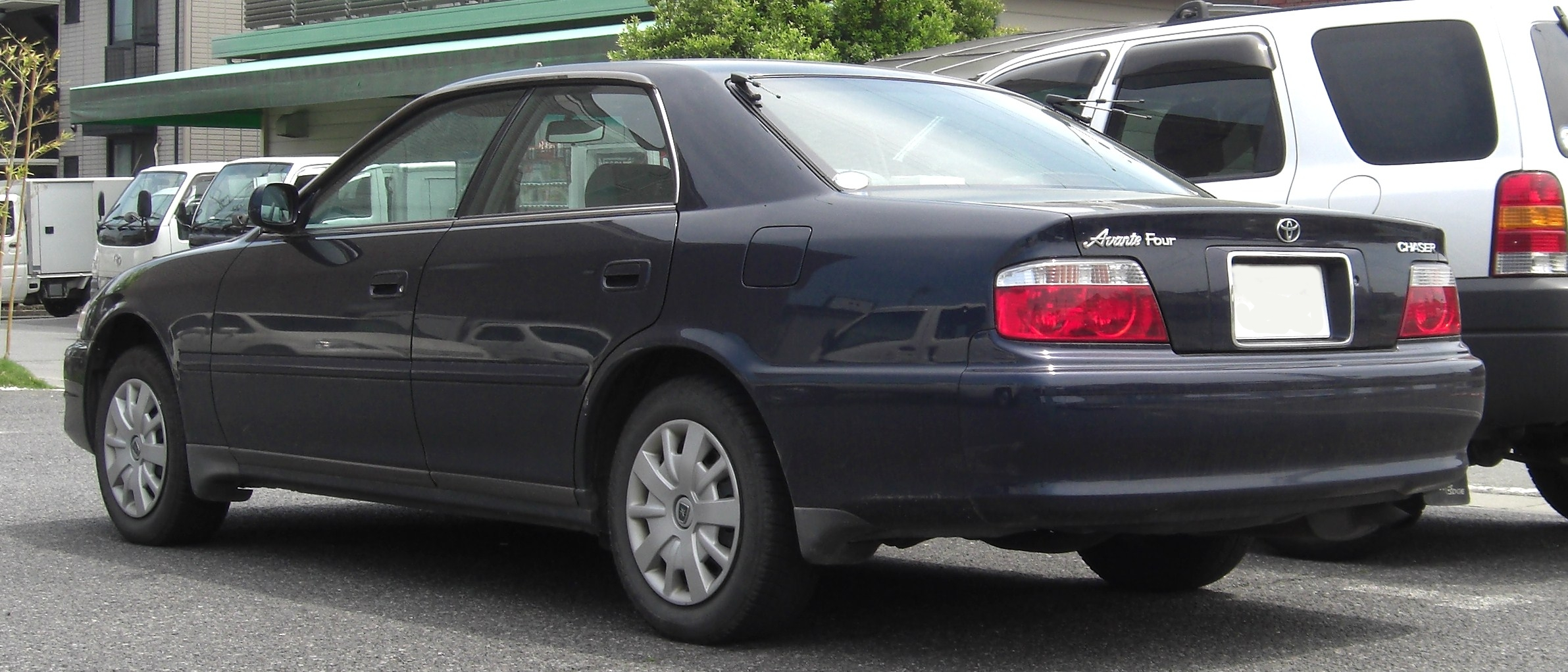
1997年4月 - 1.8L直列4気筒ハイメカツインカムである4S-FE型エンジン搭載の「ラフィーネ」「XL」を追加。
- 1997年8月 - 2.0Lと2.5Lエンジン搭載車をベースに、アルミホイールや本革巻き操作類を標準装備した「アバンテ・ロードリー」を設定。
- 1998年1月 - 特別仕様車「アバンテFour・Nパッケージ」、「エキサイティングパッケージ」を設定。アバンテFour・Nパッケージは、ドアキー連動電気式ドアロック、カセット一体AM/FMマルチ電子チューナー付きラジオ+4スピーカー、エキサイティングパッケージは、プライバシーガラス、本革巻きステアリングホイールなどを特別装備。
- 1998年8月 マイナーチェンジ。リアテールランプが丸型4灯となり、フロントはバンパーとグリルの意匠変更、フォグランプもマルチリフレクター式となった。ボディにはサイドビームが追加され、衝突安全性が強化されている。内装ではシートファブリックの柄が変更、ツアラー系のステアリングホイールが4本スポークから3本スポークに変更。さらに、ツアラーSのみ後継であるX110系に搭載される電子スロットル （ETCS-i）並びに5速AT(他グレードのATは4速のまま)を先駆けて採用し、安定性と燃費の向上を図った。ツアラー系のみ特別外板色クリスタルパールマイカ<047>・専用スモークメッキフロントグリル・専用ファブリックのシート・ドアトリム・コンソール・木目調パネル・革巻きステアリングを採用し、ラグジュアリー感を高めた特別仕様車 グランドパッケージ追加 。同時に2.0L（1G-FE）車には、BEAMS VVT-i機構を採用（出力は140PS→160PS）。
- 1999年1月 -ツアラー系の特別仕様車として「グランドパッケージ」を設定。2.0ツアラー、2.5ツアラーS、2.5ツアラーVをベースに、ボディカラーはクリスタルパールマイカを採用し、専用スモークメッキフロントグリル、プライバシーガラス、専用木目調＆本革巻きステアリングホイールなどを特別装備する。
- 1999年8月 -「2.0アバンテ」/「2.0アバンテFour」、「2.5アバンテ」をベースとした 特別仕様車「アバンテロードリー」を設定。
- 2000年12月 -特別仕様車「2.0アバンテ・ロードリー」、「2.5アバンテ・ロードリー」、「2.0アバンテFour・ロードリー」、「ツアラーS リミテッド」、「ツアラーV リミテッド」を設定。ロードリーは、ディスチャージヘッドランプ、15インチアルミホイール、バッフル付エキゾーストテールパイプ、インダッシュ6連奏CDチェンジャー、専用木目調&本革巻きステアリングなどを、リミテッドは、専用シート表皮、専用スモークメッキグリル、プライバシーガラス（リヤサイドガラス、バックガラス）、MDプレーヤーなどを特別装備する。
- モデル末期に2L-TE(2.4ディーゼルターボ)車を廃止。
- 2001年6月[17]にオーダーストップに伴い生産終了。以降は在庫対応分のみの販売となる。
- 2001年10月[18]に販売終了。6代24年の歴史に幕を閉じた。7月に登場したヴェロッサが後継車となる。販売期間中の新車登録台数の累計は7万6,148台[19]。

- 1996年9月販売型リア
- 1998年8月改良型リア

## モータースポーツ
1997年に、全日本ツーリングカー選手権 (JTCC) にコロナエクシヴの後継車両として投入（ただしエクシヴも並行して参戦していた）。1998年は事実上トヨタ勢のワンメイクとなったが、チェイサーを駆る関谷正徳が同年のドライバーズチャンピオンを獲得している。
JTCCへの参戦の際のエンジンは、フロントまわりの重量の軽量化やハンドリングの向上を図るためにラインアップに存在しない2.0L 直列4気筒の3S-GE型を搭載。フロントミッドシップを可能にするためにボディの骨格・ホイールハウスまで改良を施していた。土屋圭市ドライブの1998年型「ADVANチェイサー」25号車が現在、横浜ゴム新城工場に展示されている。また、純正カラーに黒の設定がなく黒系はダークグリーンマイカP.I.Oしかないため、ブラックにオールペンされている車両も多く、中古市場にも出回っている。
なおJTCCのシリーズ終了後も、チェイサーはトヨタテクノクラフト（TRD）らの手により度々テスト走行が行われた。当時の担当エンジニアによれば「クルマの基礎研究みたいなことを研究所のコースや十勝でやっていた」とのことで、その研究成果は当時全日本GT選手権（JGTC）に参戦していたスープラなどにもフィードバックされたという。
その他では、1999年（平成11年）にJTCCの後継レースとして「SSCC（Super Silhouette Car Championship）」なるレースが企画されており、このレースで使われる予定だった「スーパーシルエットカー」のプロトタイプが、X100系チェイサーをベースに製作された。「スーパーシルエット」と名乗っているものの、1980年代の同名の車種（シルエットフォーミュラ）とは全く異なり、市販車とは別のパイプフレームシャシを持つなど、むしろストックカーに近い形態であった。エンジンは3LV型6気筒ツインターボエンジンを搭載していた。1998年（平成10年）のインターTEC最終戦ではデモンストレーション走行も行ったが、最終的にSSCCの開催は実現しなかった。試作車は解体されずに保管されており、2014年（平成26年）には高知県高知市の高知高等技術学校へ寄贈された。
また、マークII/クレスタとともにチューニングカーのベース車としての需要もあり、とりわけドリ車としての人気が高い。その人気の高さは、2021年現在もD1GPなどトップカテゴリーでの使用もみられるほどである

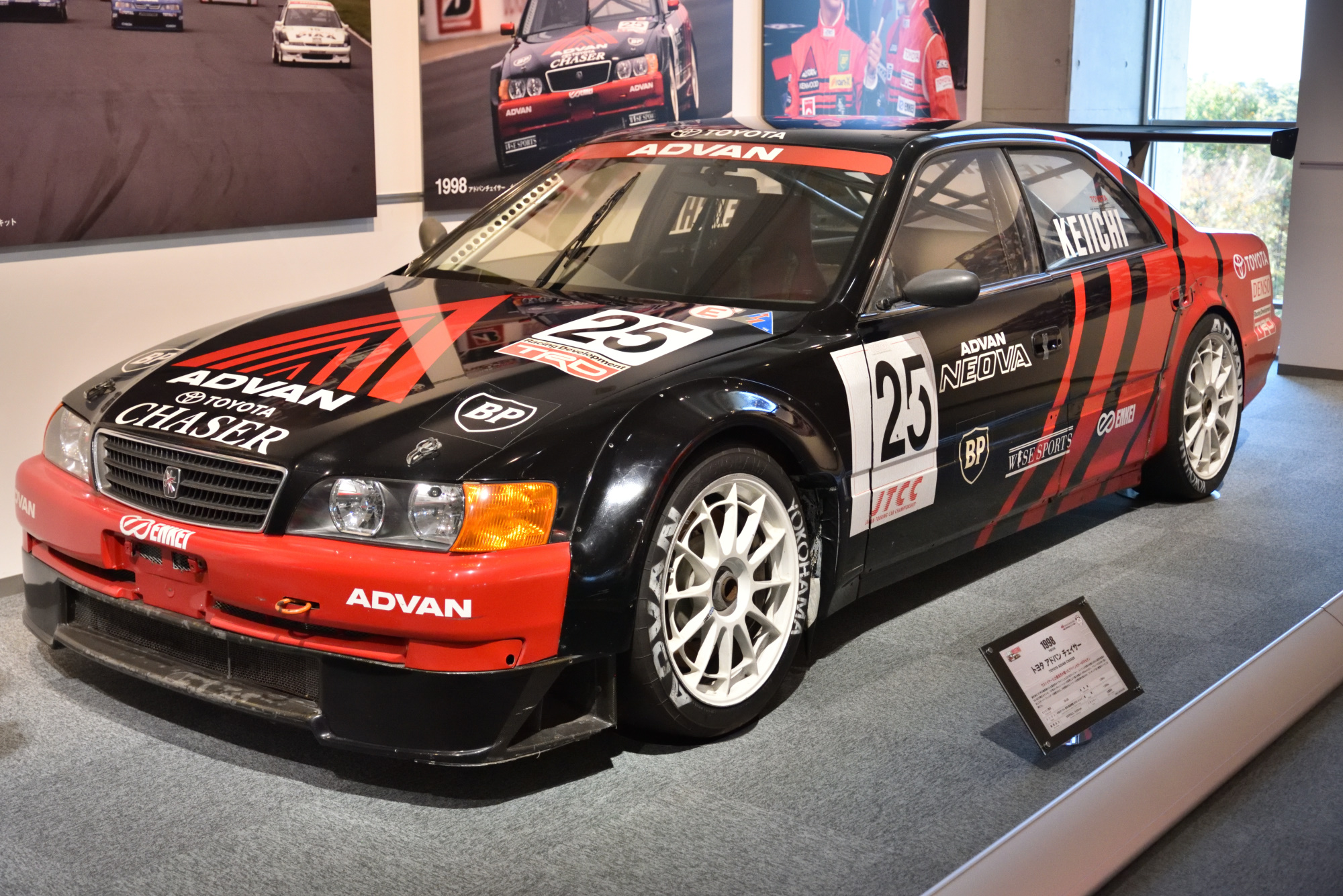
TOYOTA ADVAN CHASER (土屋圭市号、JTCC 1998年)
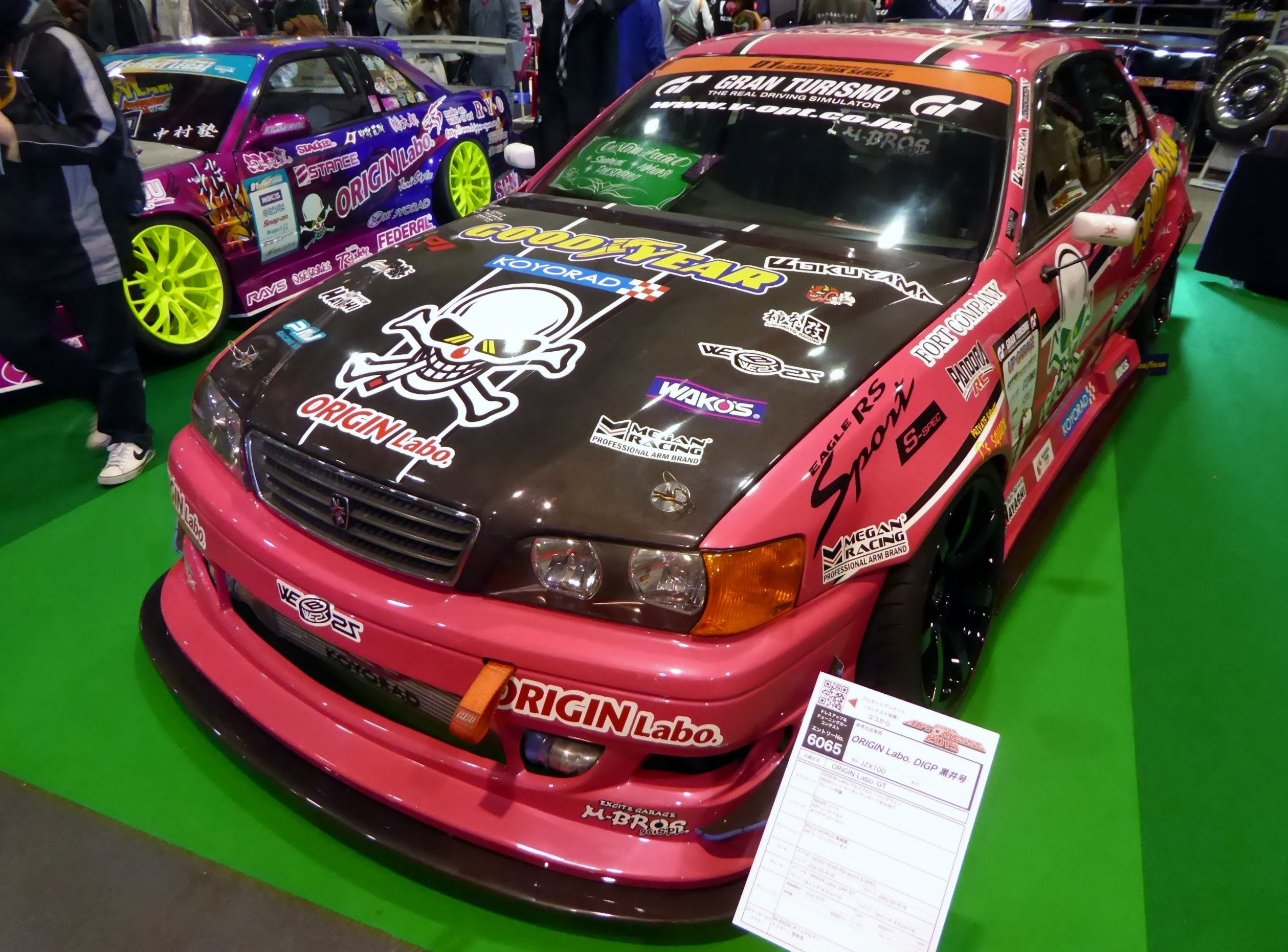
ORIGIN Labo. D1GP 黒井号(2015年)
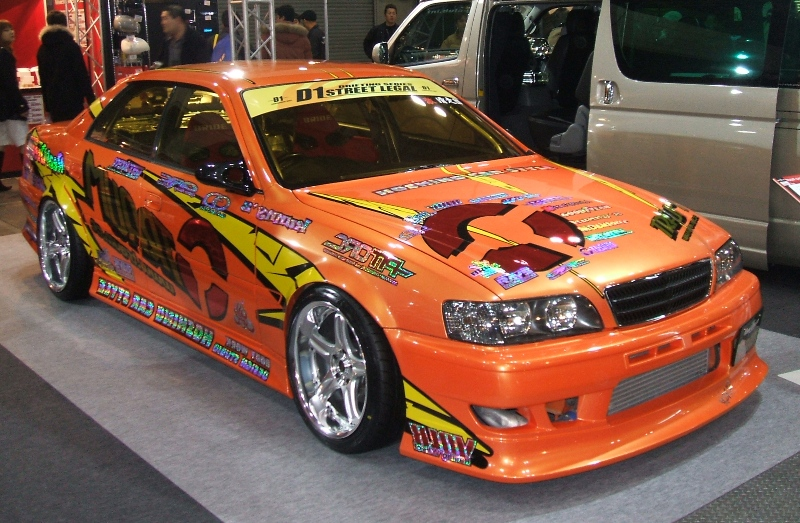
D1ストリートリーガルに参戦していた車両

## 車名の由来
英語で「追跡者・狩人」という意味。
グリルエンブレムに盾と弓矢の絵が入っている。(クラウンのエンブレムは王であり、王を守るのがチェイサーという関係。)